# 긴코상어
긴코상어(학명:Carcharhinus altimus)는 흉상어목 흉상어과에 속하는 물고기이다. 몸길이는 3m로 상어에서는 중형에 속하는 어종이다.

## 특징과 먹이
긴코상어는 길고 광범위하여 무딘 코과 입을 가지고 있으며 잘 발달된 피부 플랩을 가지고 있다. 적당히 크고 둥근 눈은 틈새막을 가지고 있으며 입은 넓게 구부러져 있고 모서리에는 명백한 고랑이 없다. 영어권에서는 빅노스 샤크(Bignose Shark)라는 이름으로 불린다. 5개의 아가미는 적당히 긴 크기를 가졌으며 옆줄을 기점으로 몸의 등쪽은 청동색과 회색이 같이 조화되어 있으며 배쪽은 흰색을 띈다. 가슴지느러미는 길고 똑바르며 등지느러미는 2개이고 제1등지느러미와 제2등지느러미엔 등뒤쪽에 능선이 존재한다. 제1등지느러미는 가슴지느러미의 바로 위쪽에서 시작하며 상당히 키가 큰 낫의 모양이고 무딘 정점과 긴 무료 후면지느러미가 존재한다. 제2등지느러미는 항문지느러미보다 약간 뒤쪽으로 꼬리지느러미와 가까운 곳에 위치하고 있으며 짧은지느러미의 모습을 하고 있다. 가슴지느러미와 제1등지느러미의 사이에는 초승달 모양의 노치가 존재하며 진피 성결은 밀접하게 관련이 되지만 피부가 그들의 사이에 나타나는 것과 같이 겹치지 않는다. 위턱과 아래턱에는 각각 14~15개의 이빨이 있으며 매우 미세한 세레이션이 있는 좁은 커프로 이뤄진다. 또한 이빨의 각각은 한계 치아로 이어지는 3개의 수평 능선이 있는 타원형이다. 사람에게 잠재적으로 위험성이 있지만 긴코상어는 비교적 깊은 곳에 생활하는 심해상어에 속해 사람과 마주치는 일은 대체로 드물다. 먹이로는 멸치, 청어, 정어리, 꽁치, 고등어, 숭어, 전갱이와 같은 어류들과 오징어와 같은 두족류와 갑각류를 주로 섭이하는 육식성물고기에 속한다.

## 서식지와 산란기와 어획

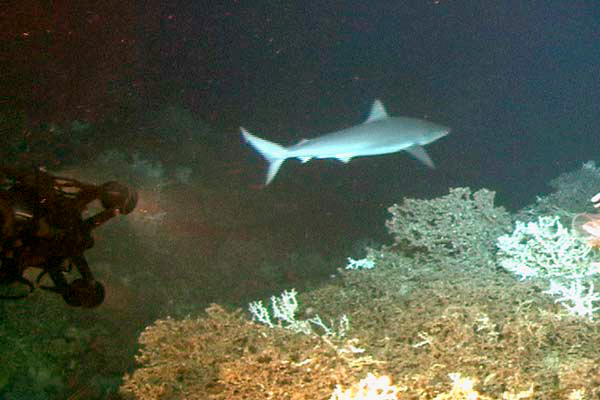

긴코상어의 주요한 서식지는 태평양, 인도양, 대서양의 모든 열대 및 아열대 해역으로 미국의 서부와 남부, 아프리카, 남아메리카, 동남아시아, 중국, 오스트레일리아, 하와이까지 매우 광범위하게 분포하며 지중해, 홍해, 몰디브, 마다가스카르에서도 서식이 확인되는 종이기도 하다. 보통은 수심 90~430m의 비교적 깊은 심해의 암초가 많은 해저에서 생활하지만 밤에는 얕은 표해수대로 올라오기도 한다. 산란기는 3월~5월의 봄이 되며 산란기에 수컷과 암컷이 짝짓기를 이뤄 수컷의 수정을 받으면 암컷은 10개월의 임신기간을 거쳐 이듬해에 3~15마리의 유어를 출산한다. 긴코상어는 식용으로도 이용이 되는 어종인데 주로 회, 고기, 수프, 스쿠알렌으로 가장 많이 먹는 어종이다. 다만 긴코상어는 이빨이 상당히 날카로운 어종인만큼 살아있는 개체를 다룰 때는 반드시 주의가 요망되며 그래서 두꺼운 장갑을 끼고 작업을 하는 것이 좋다. 긴코상어는 이외에도 상어가죽이나 어밀으로 사용되기도 하며 어묵을 만드는 데에도 사용이 되는 어종이다.

## 같이 보기
- 흉상어목
- 흉상어과